# Parafia św. Benedykta w Sierpcu
Parafia św. Benedykta w Sierpcu – parafia należąca do dekanatu sierpeckiego, diecezji płockiej, metropolii warszawskiej.
Została erygowana 8 września 1981 dekretem biskupa Bogdana Sikorskiego przy kościele Wniebowzięcia Najświętszej Marii Panny w Sierpcu.
Od 2004 posługę duszpasterską pełnią księża pallotyni.

## Proboszczowie
- ks. Kazimierz Szymański (1981–1989)
- ks. Kazimierz Przybyłowski (1989–1995)
- ks. Leszek Żuchowski (1995–2002)
- ks. Jacek Dudkiewicz (2002–2004)
- ks. Jan Oleszko SAC (2004–2008)
- ks. Stanisław Zarosa SAC (2008–2014)
- ks. Andrzej Mucha SAC (2014–2017)
- ks. Andrzej Misiun SAC (2017–2020)
- ks. Marek Tomulczuk SAC (od 2020)

Źródło: strona parafialna